# Мыс Фомы
Мыс Фомы — скалистый мыс в Чукотском автономном округе России, расположенный в юго-западной части острова Врангеля. Находится в 20 км севернее мыса Блоссом. Является частью горы Томаса, отвесно обрывающейся в море.

## Исторические сведения
Мыс Фомы был открыт в августе 1867 года американским китобоем Томасом Лонгом, который назвал его Cape Thomas в честь матроса, первым заметившим остров. На русских картах того времени английское название было нанесено как мыс Святого Фомы.

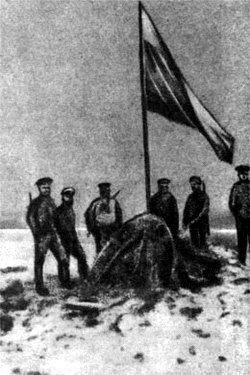
Флаг на Мысе Фомы, 1911 г.

В 1911 году на мыс Фомы высадилась экспедиция под командованием И. С. Сергеева, поднявшая государственный флаг у подножия горы Томаса. Благодаря этому были закреплены права России на владение островом Врангеля.
У мыса были обнаружены остатки древней землянки, а также костяные и деревянные орудия, которые предположительно могли принадлежать онкилонам.